# Октябрьское (Теренкольский район)
Октябрьское (каз. Октябрьское) — село в Теренкольском районе Павлодарской области Казахстана. Расположено в 150 км к северо-западу от областного центра — Павлодара и в 35 км к северо-западу от районного центра — села Теренколь. Административный центр Октябрьского сельского округа. Код КАТО — 554859100.

## История
Село было центральной усадьбой бывшего молочно-мясного совхоза «Октябрьский», созданного в 1929 года как совхоз № 1 на землях помещика Пономаренко. В 1930 году совхоз получил название «Октябрьский». В 9142 году из его состава выделился совхоз «Береговой», в 1960 году влился колхоз имени Калинина (село Благовещенка). В 1966 году часть земель совхоза «Октябрьский» были переданы в новый совхоз «Калиновский».
В селе жил и работал в училище механизации сельского хозяйства Герой Советского Союза Иван Кривенко.

## Население
В 1985 году в селе проживало 1437 человек. В 1999 году население села составляло 1008 человек (507 мужчин и 501 женщина). По данным переписи 2009 года, в селе проживало 744 человека (364 мужчины и 380 женщин).